# Den sjungande narren
Den sjungande narren (engelska: The Singing Fool) är en amerikansk musikalfilm från 1928 i regi av Lloyd Bacon. Huvudrollen spelas av Al Jolson, filmen var en uppföljare till hans tidigare film Jazzsångaren (1927). Filmen krediteras för att ha bidragit till att befästa både ljud- och musikalfilmens popularitet.

## Rollista
- Al Jolson - Al Stone
- Betty Bronson - Grace
- Josephine Dunn - Molly Winton
- Arthur Housman - Blackie Joe
- Reed Howes - John Perry
- Davey Lee - Sonny Boy
- Edward Martindel - Louis Marcus
- Robert Emmett O'Connor - Bill, caféägare
- Helen Lynch - hembiträde
- Agnes Franey - "Balloon" girl
- The Yacht Club Boys - sångkvartett

## Musiknummer i filmen
- "There's a Rainbow 'Round My Shoulder", musik och text: Billy Rose, Al Jolson och Dave Dreyer
- "Golden Gate", text: Billy Rose och Dave Dreyer, musik: Al Jolson och Joseph Meyer
- "I'm Sittin' on Top of the World", text: Sam Lewis och Joe Young, musik: Ray Henderson
- "It All Depends on You", musik och text: Lew Brown, B.G. DeSylva och Ray Henderson
- "Keep Smiling at Trouble", text: Al Jolson och B.G. DeSylva, musik: Lewis Gensler
- "Sonny Boy", musik och text: Lew Brown, B.G. DeSylva och Ray Henderson